# Lara Jean Marshall
Lara Jean Marshall (Londres, Inglaterra, 30 de julio de 1988) es una actriz y cantante británica.

## Biografía
Desde pequeña ha estado cautivada con la interpretación, ganando su primer papel en una obra a la edad de siete años y, posteriormente, cantando y bailando en la obra Babes in Toyland for the People's Playhouse. Pero su fama vino tras ser elegida como Eponine en Los miserables.
Su primer papel en televisión vino de la mano de la serie australiana-canadiense El club de la herradura, interpretando a Lisa Atwood. 
Tras eso, retomó su carrera interpretativa en 2013 como en la serie The Doctor Blake Mysteries o en películas como Any Moment Now, Penny o We Were Tomorrow.
Además, fue la cantante de la cabecera y la banda sonora de la serie El club de la herradura junto a sus compañeras de reparto.

## Filmografía

### Películas
| Año  | Película             | Personaje     | Notas                  |
| ---- | -------------------- | ------------- | ---------------------- |
| 2000 | Waiting at the Royal | Niña de fondo | Película de televisión |
| 2013 | Any Moment Now       | Jill          |                        |
| 2013 | Penny                | Linda         |                        |
| 2015 | Jack and Franki      | Mel           |                        |
| 2016 | We Were Tomorrow     | Georgia-May   |                        |

### Series de televisión
| Año         | Serie                      | Personaje    | Notas        |
| ----------- | -------------------------- | ------------ | ------------ |
| 2001 - 2003 | El club de la herradura    | Lisa Atwood  | 52 episodios |
| 2013        | The Doctor Blake Mysteries | Violet Ashby | 1 episodio   |

### Teatro
| Año  | Obra           | Personaje      | Notas |
| ---- | -------------- | -------------- | ----- |
| 1998 | Los miserables | Eponine (niña) |       |